# Alexandre Rachmiel
Alexandre Rachmiel (n. 13 noiembrie 1835, Mulhouse, Franța – d. 1 aprilie 1918, Vincennes, Seine, Franța) a fost un pictor de origine franceză care s-a stabilit ulterior în Statele Unite, lucrând din statul New York și California, precum și din Franța. Născut în Alsacia-Lorena, Franța, în 1835, el este remarcat în principal pentru peisajele sale pictate cu sensibilitate.
Educația artistică timpurie a fost primită în Franța, unde a fost coleg de școală cu Jean-Jacques Henner⁠(d). Când a izbucnit războiul franco-prusac, Rachmiel a considerat necesar să imigreze în America, ceea ce a făcut în 1870. După ce a ajuns la New York, Rachmiel a cunoscut-o și s-a căsătorit cu Sarah Parker Scott, o văduvă care avea patru fiice. Familia s-a stabilit în Haverstraw-on-Hudson. Fiul lor, Jean Rachmiel, care s-a născut în mai 1871, avea să calce pe urmele artistice ale tatălui său și a fost numit „Millet-ul american”.
Rachmiel și-a învățat fiul să deseneze și să picteze și a fost un disciplinar și critic strict, precum și un prieten simpatic cu fiul său. În 1887 l-a trimis pe Jean la New York pentru a studia la Art Students League, iar după trei ani de cursuri, Rachmiel l-a trimis pe Jean la Paris. De-a lungul acestor ani, Rachmiel a continuat să picteze. În 1895, s-a alăturat fiului său la Paris, unde Jean studia cu Léon Bonnat⁠(d) la L'Ecole des Beaux-Arts. Au împărțit un studio împreună între 1895-1902. Rachmiel s-a întors în Statele Unite și s-a stabilit în California între 1901-1902 și din nou în 1906. Între 1903-1905, atât tatăl, cât și fiul au lucrat la Washington DC, decorând Galeria de Artă Corcoran. .
Rachmiel a pictat în Philadelphia, Pasadena, Laguna și Santa Barbara înainte de moartea sa care s-a petrecut la Vincennes, lângă Paris, în 1918.